# 默坎頓高地
67°30′S 67°26′W / 67.500°S 67.433°W
默坎頓高地（英語：Mercanton Heights），是南極洲的高地，位於葛拉漢地的盧貝海岸，處於比古爾丹灣和恩耶冰川之間的阿羅史密斯半島西南部，以瑞士冰川學家命名，現時由南極條約體系管理。